# 比克薩德鄉 (科瓦斯納縣)
46°1′0″N 25°50′50″E / 46.01667°N 25.84722°E
比克薩德鄉（羅馬尼亞語：Comuna Bixad, Covasna），是羅馬尼亞的鄉份，位於該國中部，由科瓦斯納縣負責管轄，面積61平方公里，海拔高度697米，2007年人口1,929，人口密度每平方公里32人。